# Wangen-Brüttisellen
Wangen-Brüttisellen é uma comuna da Suíça, no Cantão Zurique, com cerca de 6.465 habitantes. Estende-se por uma área de 7,90 km², de densidade populacional de 818 hab/km². Confina com as seguintes comunas: Bassersdorf, Dietlikon, Dübendorf, Lindau, Volketswil.
A língua oficial nesta comuna é o Alemão.